# Comitatul Phelps, Missouri
Phelps County, în română Comitatul Phelps, este un comitat care se găsește în statul american Missouri. Comitatul a fost organizat în anul 1857, fiind numit după John S. Phelps, membru al Congresului (în original U.S. congressman) și guvernator.  Conform datelor furnizate de USCB, în anul 2000, populația totală era de 39.825.  Sediul comitatului este orașul Rolla.
O mare parte a comitatului este inclus în Ozark Highlands, fiind parte a unei Zona viticole americane (în original, American Viticultural Area sau AVA).  Primele plantații de viță de vie și vineri au fost create de imigranți itralieni în Rolla.  Începând cu anii 1960, industria viei și vinului a renăscut atât în statul Missouri cât și în comitatul Phelps.

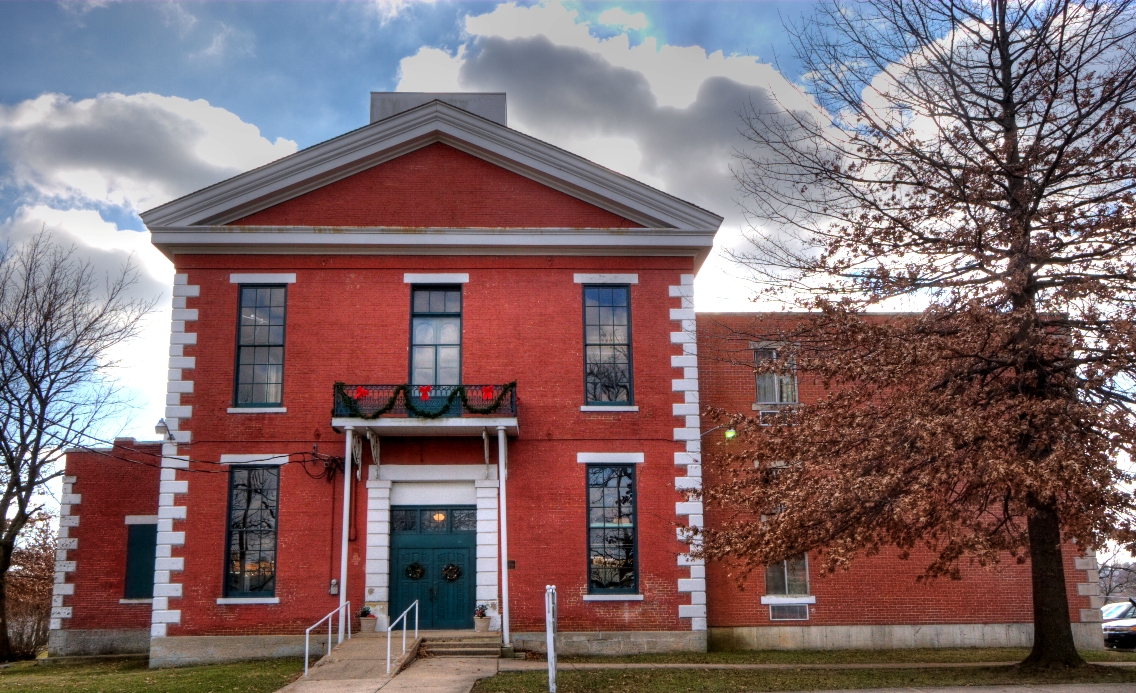
Fosta Curte de justiţie, monument
aflat pe lista National Register of Historic Places.

Comitatul Phelps din statul  Missouri este faimos geografic întrucât este locul unde agenția guvernamentală United States Census Bureau, care este responsabilă cu recensămintele Statelor Unite, a determinat că se afla centru de populație al Statelor Unite pentru anul 2000, corespunzător recensământul populației din acel an. Acest punst se găsește în partea central-estică a comitatului.

## Geografie
Conform U.S. Census Bureau, are o suprafață totală de 674 mile pătrate (1.746 km²), dintre care, 673 mile pătrate (1.743 km²) este uscat iar restul (~4 km², 0,21%) este apă.

### Comitate vecine
- Comitatul Maries, statul  Missouri, la nord și nord-vest
- Comitatul Gasconade, Missouri, la nord-est
- Comitatul Crawford, Missouri, la est
- Comitatul Dent, Missouri, la sud-est
- Comitatul Texas, Missouri, la sud
- Comitatul Pulaski, Missouri, la vest

### Autostrăzi și șosele statale importante
- Interstate 44
- U.S. Route 63
- U.S. Route 66 (1926–1979)
- Route 68
- Route 72

## Orașe și orășele
| - Beulah - Doolittle - Duke | - Edgar Springs - Flat - Jerome | - Newburg - Northwye - Rolla | - Rosati - Seaton - St. James |